# USS Seawolf (SS-197)
USS Seawolf (SS-197) là một  tàu ngầm lớp Sargo được Hải quân Hoa Kỳ chế tạo ngay trước Chiến tranh Thế giới thứ hai. Nó là chiếc tàu chiến thứ hai của Hải quân Hoa Kỳ được đặt cái tên này, theo tên loài cá sói Đại Tây Dương. Nó đã phục vụ trong suốt Thế Chiến II, thực hiện tổng cộng mười lăm chuyến tuần tra, đánh chìm 18 tàu Nhật Bản với tổng tải trọng 71.609 tấn, xếp hạng bảy về số lượng tàu và hạng 14 về tải trọng trong số tàu ngầm Hoa Kỳ có thành tích nổi bật nhất trong chiến tranh. Chiếc tàu ngầm mất tích trong chuyến tuần tra cuối cùng tại khu vực Morotai, có thể do hỏa lực bắn nhầm từ tàu hộ tống khu trục Richard M. Rowell (DE-403) vào ngày 3 tháng 10, 1944. Seawolf được tặng thưởng mười ba Ngôi sao Chiến trận do thành tích phục vụ trong Thế Chiến II.

## Thiết kế và chế tạo
Đặc tính của lớp Sargo hầu như tương tự với  Lớp Salmon dẫn trước, duy trì một tốc độ 21 hải lý trên giờ (39 km/h) để hoạt động phối hợp với các thiết giáp hạm trong đội hình hạm đội. Ngoài ra, tầm hoạt động 11.000 hải lý (20.000 km) cho phép chúng tuần tra đến tận vùng biển nhà Nhật Bản. Hệ thống động lực "tổng hợp" bao gồm bốn động cơ diesel, gồm hai chiếc vận hành trực tiếp trục chân vịt và hai chiếc để chạy máy phát điện dùng cho nạp ắc quy hay tăng tốc trên mặt nước.
Lớp Sargo có chiều dài 310 foot 6 inch (94,64 m), với trọng lượng choán nước khi nổi là 1.450 tấn Anh (1.470 t) và khi lặn là 2.350 tấn Anh (2.390 t). Chúng là lớp tàu ngầm đầu tiên được lắp đặt một kiểu ắc-quy a-xít chì mới "Kiểu Sargo" chịu đựng được hư hại trong chiến đấu nhờ lớp vỏ kép giúp ngăn ngừa việc rò rỉ acid sulfuric, có dung lượng nhỉnh hơn với 126 cell và điện áp danh định tăng lên 270 volt. Vũ khí trang bị chính gồm tám ống phóng ngư lôi 21 in (530 mm), gồm bốn ống trước mũi và bốn ống phía đuôi, một hải pháo 3 inch/50 caliber trên boong tàu và bốn súng máy M1919 Browning .30-caliber (7,62 mm).
Seawolf được đặt lườn tại Xưởng hải quân Portsmouth Navy Yard ở Kittery, Maine vào ngày 27 tháng 9, 1938. Nó được hạ thủy vào ngày 15 tháng 8, 1939, được đỡ đầu bởi bà Syria Florence Kalbfus, phu nhân Đô đốc Edward C. Kalbfus, và được cho nhập biên chế cùng Hải quân Hoa Kỳ vào ngày 1 tháng 12, 1939 dưới quyền chỉ huy của Hạm trưởng, Đại úy Hải quân Frederick B. Warder.

## Lịch sử hoạt động

### 1939 - 1941
Sau khi hoàn tất việc trang bị, Seawolf khởi hành từ Portsmouth, New Hampshire vào ngày 12 tháng 4, 1940 cho chuyến đi chạy thử máy đến tận vùng kênh đào Panama, kéo dài cho đến ngày 21 tháng 6. Sau đó nó được điều động sang Hạm đội Thái Bình Dương, đặt cảng nhà tại San Diego, California, và đến mùa Thu năm 1940 được điều sang Viễn Đông, gia nhập Hạm đội Á Châu và hoạt động từ căn cứ Cavite tại vịnh Manila, Philippines khi Hải quân Đế Quốc Nhật Bản bất ngờ tấn công căn cứ Trân Châu Cảng, khiến chiến tranh bùng nổ tại Mặt trận Thái Bình Dương.

#### Chuyến tuần tra thứ nhất

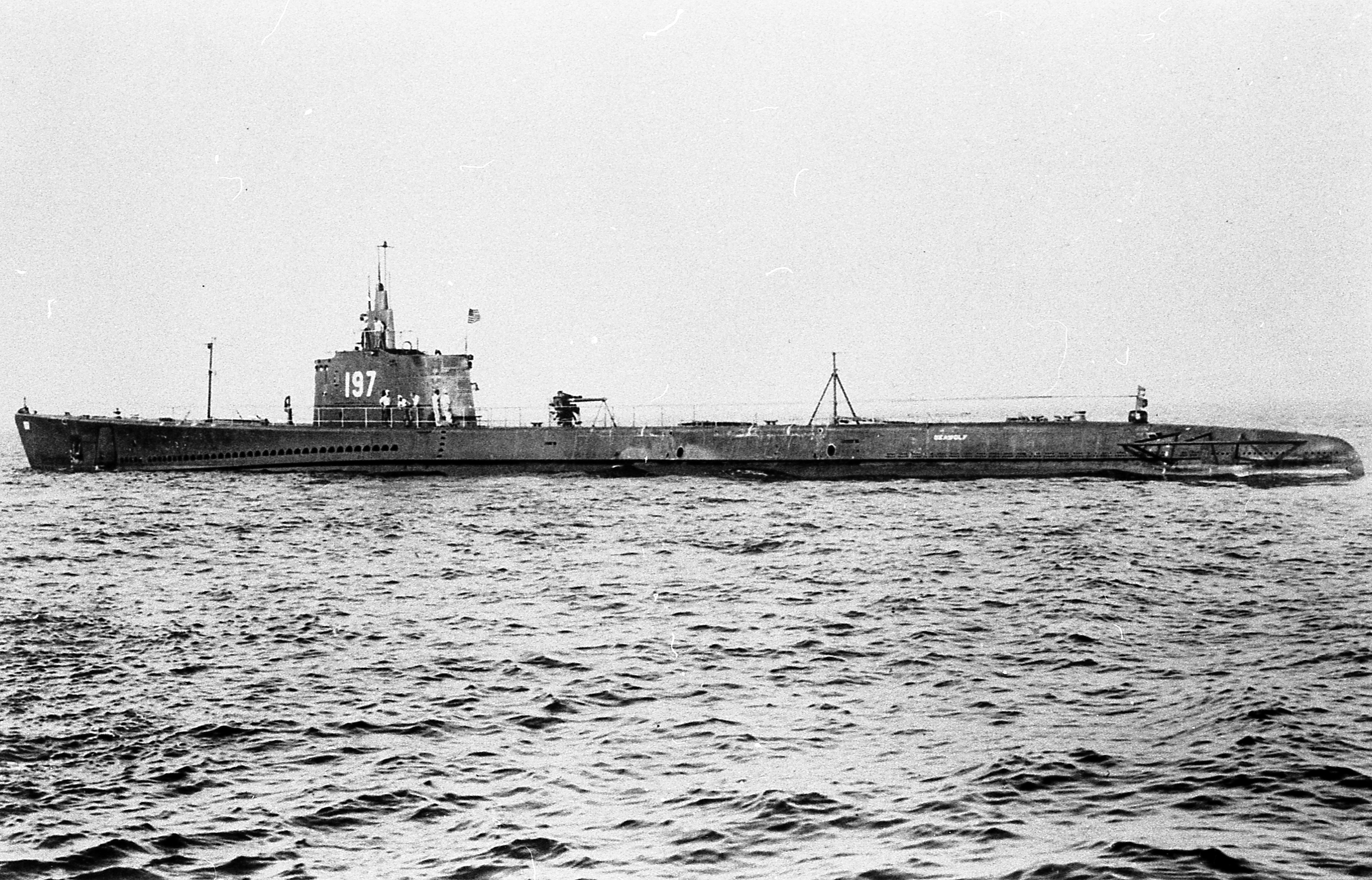
USS Seawolf (SS-197)

Trong chuyến tuần tra đầu tiên trong chiến tranh từ ngày 8 đến ngày 26 tháng 12, Seawolf truy lùng tàu bè đối phương tại khu vực eo biển San Bernardino. Ngoài khơi Aparri ở phía Bắc đảo Luzon vào ngày 14 tháng 12, nó phóng một loạt ngư lôi nhắm vào chiếc tàu tiếp liệu thủy phi cơ Sanyo Maru đang thả neo trong cảng. Một quả ngư lôi đã trúng đích nhưng không kích nổ nên Sanyo Maru chỉ bị hư hại nhẹ. Chiếc tàu ngầm sau đó phải lặn sâu để né tránh mìn sâu từ các tàu hộ tống phản công.

### 1942

#### Chuyến tuần tra thứ hai
Seawolf khởi hành từ Manila vào ngày 31 tháng 12, 1941 cho chuyến tuần tra thứ hai, và kết thúc khi đi đến Darwin Australia vào ngày 9 tháng 1, 1942.

#### Chuyến tuần tra thứ ba
Sau khi chất lên tàu gần 40 tấn đạn súng máy phòng không .50 cal (12,7 mm), Seawolf lên đường vào ngày 16 tháng 1 để quay trở lại vịnh Manila. Nó phát hiện một đoàn bảy tàu chở hàng đối phương được bốn tàu khu trục và một tàu tuần dương hộ tống vào ngày 21 tháng 1, nhưng không có đi đến vị trí tấn công thuận lợi. Đạn dược được chất dỡ tại Corregidor trong các ngày 28 và 29 tháng 1, và nó lên đường với hàng hóa là phụ tùng cho tàu ngầm cùng 25 hành khách, bao gồm một sĩ quan tình báo Anh Quốc cùng 23 phi công Không lực và Hải quân, để đưa họ đến Soerabaja, Java tại Đông Ấn thuộc Hà Lan.

#### Chuyến tuần tra thứ tư
Seawolf xuất phát từ Soerabaja, Java vào ngày 15 tháng 2 cho chuyến tuần tra thứ tư tại khu vực biển Java và eo biển Lombok. Vào ngày 19 tháng 2, khi lực lượng Nhật Bản đổ bộ lên Bali, lúc 02 giờ 00, Seawolf đã phóng bốn quả ngư lôi tấn công các tàu vận tải đổ bộ tại eo biển Badung, nhưng không trúng đích. Nó bị đối phương phản công bằng mìn sâu nhưng thoát được mà không bị hư hại. Đến ngày 1 tháng 4, khi lực lượng Nhật Bản chiếm đóng đảo Christmas, nó xâm nhập vào vị trí thả neo của lực lượng đổ bộ, tấn công tàu tuần dương hạng nhẹ Naka, soái hạm của Chuẩn đô đốc Shōji Nishimura với ba quả ngư lôi lúc 06 giờ 50 phút, nhưng tất cả đều bị trượt. Nó lặp lại đợt tấn công với hai quả ngư lôi lúc 18 giờ 04 phút, và cho dù Seawolf được ghi công đã đánh chìm mục tiêu vào lúc đó, chỉ có một quả ngư lôi đánh trúng chiếc Naka bên mạn phải gần phòng nồi hơi số 1, gây hư hại đáng kể cho con tàu nhưng không có tổn thất nhân mạng. Naka buộc phải quay trở về Singapore, và sau đó quay Nhật Bản để sửa chữa mất gần một năm. Chiếc tàu ngầm sau đó phải lặn sâu suốt bảy giờ để né tránh mìn sâu phản công từ các tàu hộ tống. Nó kết thúc chuyến tuần tra tại căn cứ Fremantle, Australia vào ngày 7 tháng 4.

#### Chuyến tuần tra thứ năm

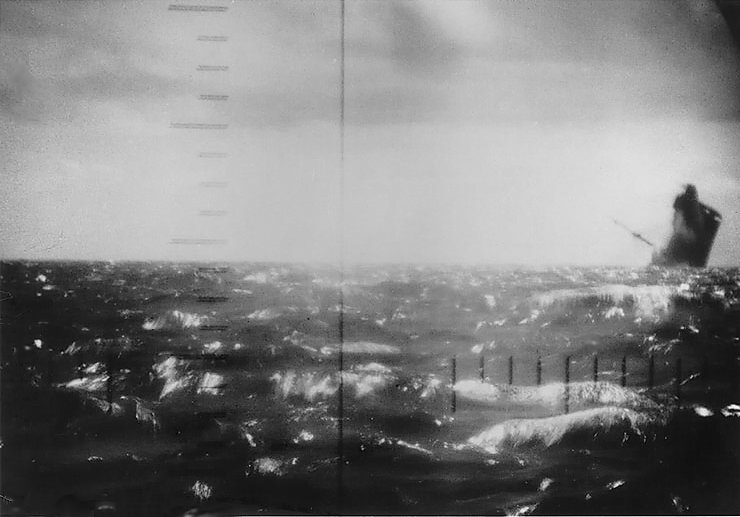
Ảnh chụp qua kính tiềm vọng một tàu Nhật Bản đang đắm sau khi trúng ngư lôi của Seawolf trong chuyến tuần tra tại khu vực Philippines-Đông Ấn vào mùa Thu 1942. Đây có thể là Gifu Maru, bị đánh chìm ngày 2 tháng 11, 1942 trong vịnh Davao, Mindanao

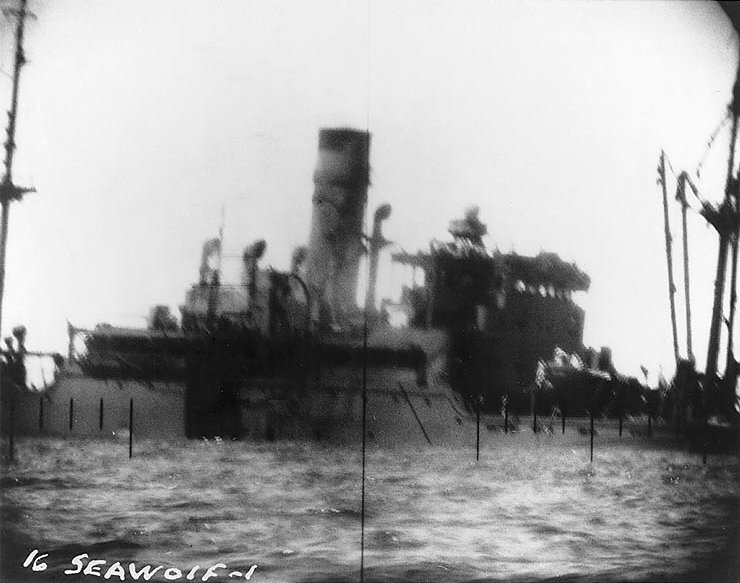
Ảnh chụp qua kính tiềm vọng một tàu Nhật Bản đang đắm sau khi trúng ngư lôi của Seawolf trong chuyến tuần tra tại khu vực Philippines-Đông Ấn vào mùa Thu 1942. Cấu hình chung giống Gifu Maru, bị đánh chìm ngày 2 tháng 11, 1942, nhưng cũng có thể là chiếc Keiko Maru, bị đánh chìm ngày 8 tháng 11

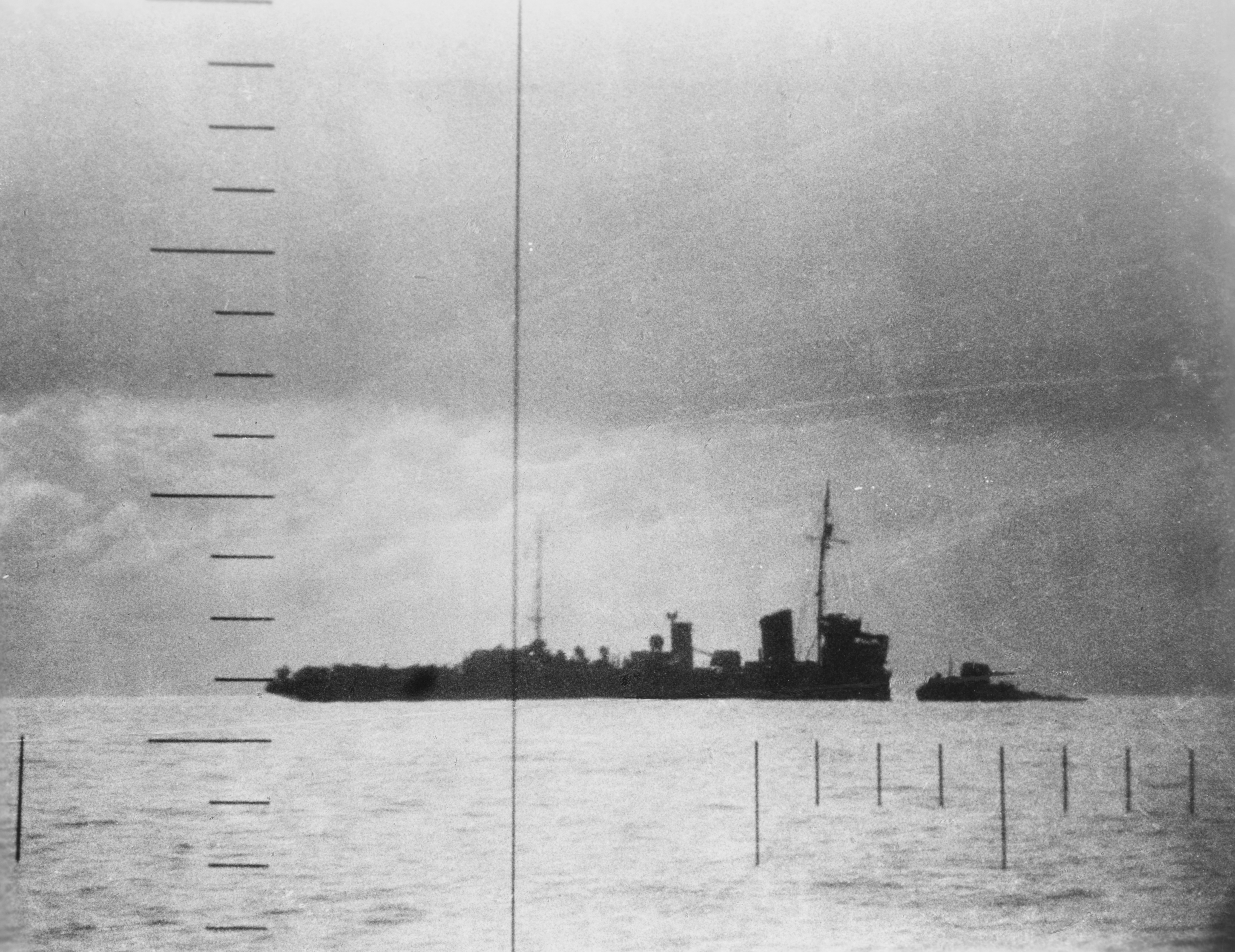
Ảnh chụp qua kính tiềm vọng Tàu tuần tra số 39 (nguyên là tàu khu trục Tade, 1922) đang đắm sau khi trúng ngư lôi từ Seawolf, ngày 23 tháng 4, 1943.

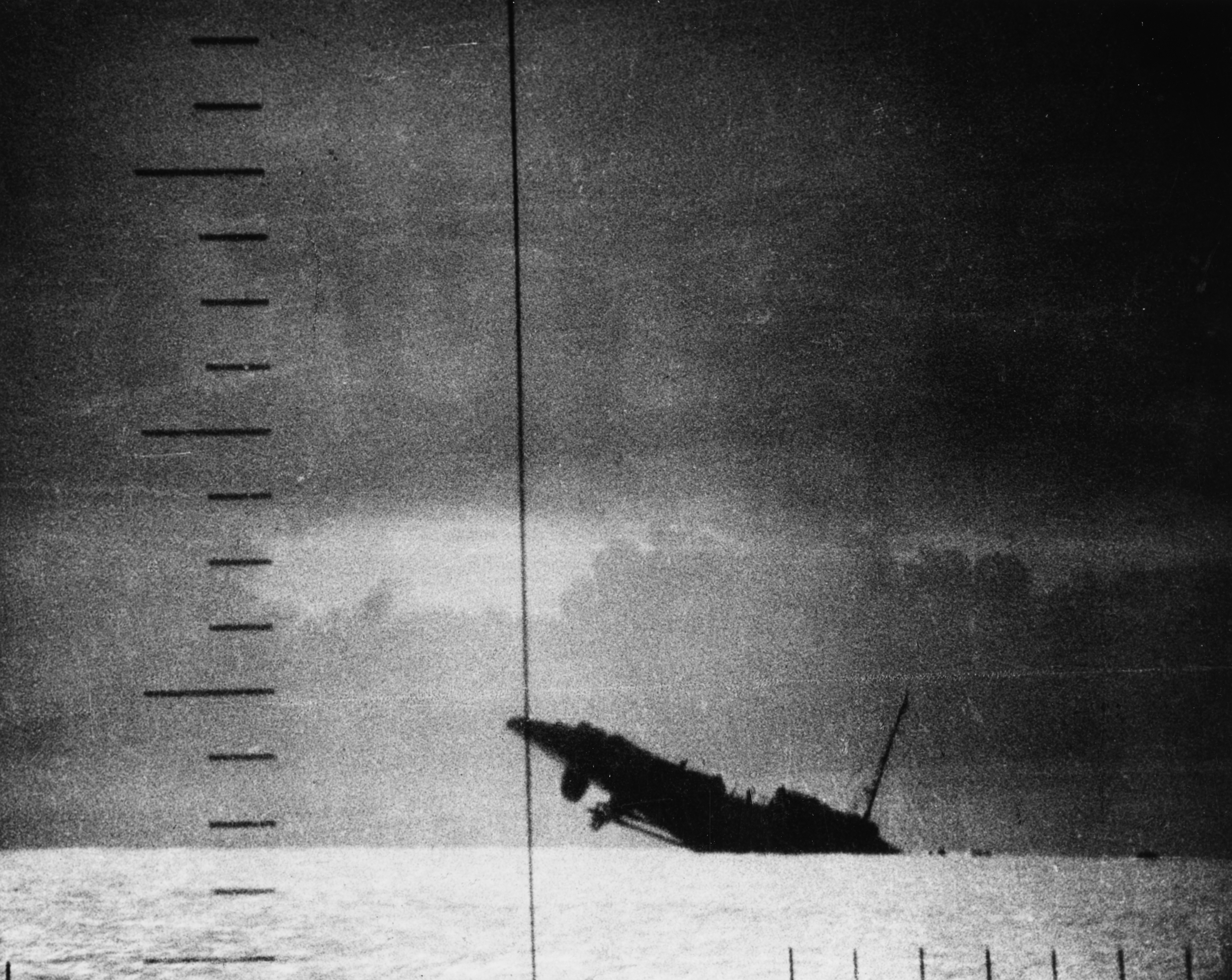
Tàu tuần tra số 39 đang đắm sau khi trúng ngư lôi

Trong chuyến tuần tra thứ năm từ ngày 12 tháng 5 đến ngày 2 tháng 7, Seawolf hoạt động tại khu vực quần đảo Philippine. Nó tấn công nhiều tàu buôn trong giai đoạn từ ngày 20 tháng 5, nghe thấy nhiều vụ nổ, nhưng không có thành tích nào được công nhận. Đến ngày 15 tháng 6, ngoài khơi Corregidor, Luzon, nó phóng ba quả ngư lôi tấn công chiếc pháo hạm cải biến Nampo Maru (1.206 tấn) lúc 06 giờ 44 phút, và ít nhất một quả trúng đích đã khiến chiếc pháo hạm đắm ở vị trí khoảng 11 nmi (20 km) về phía Tây Nam Mariveles, tại tọa độ 14°20′B 120°20′Đ / 14,333°B 120,333°Đ. Chiếc tàu ngầm kết thúc chuyến tuần tra tại căn cứ Fremantle.

#### Chuyến tuần tra thứ sáu
Sau ba tuần lễ được nghỉ ngơi, tiếp liệu và huấn luyện, Seawolf xuất phát từ Fremantle vào ngày 25 tháng 7 cho chuyến tuần tra thứ sáu tại các vùng biển Sulu và Celebes. Nó đã phóng ngư lôi đánh chìm tàu chở hành khách-hàng hóa Hachigen Maru (3.113 tấn) trong biển Celebes vào ngày 14 tháng 8, tại tọa độ 5°07′B 119°37′Đ / 5,117°B 119,617°Đ. Đến ngày 25 tháng 8, nó tiếp tục phóng ngư lôi đánh chìm tàu chở hàng Showa Maru (1.349 tấn) trong biển Celebes, tại tọa độ 3°55′B 118°59′Đ / 3,917°B 118,983°Đ. Chiếc tàu ngầm kết thúc chuyến tuần tra khi quay trở về căn cứ Fremantle vào ngày 15 tháng 9.

#### Chuyến tuần tra thứ bảy
Khởi hành từ Fremantle vào ngày 7 tháng 10 cho chuyến tuần tra thứ bảy trong khu vực vịnh Davao, Philippines. Vào ngày 2 tháng 11, Seawolf đã phóng ngư lôi đánh chìm tàu buôn Gifu Maru (2.933 tấn) trong vịnh Davao về phía Tây Nam mũi San Augustin, Mindoro, tại tọa độ 6°14′B 126°07′Đ / 6,233°B 126,117°Đ. Sang ngày hôm sau 3 tháng 11, chiếc tàu ngầm lại tấn công tàu vận tải Lục quân Sagami Maru đang thả neo trong vịnh Talomo, Davao, đánh trúng một quả ngư lôi vào phòng động cơ, khiến mục tiêu ngập nước và nghiêng 30 độ. Mất thêm hai đợt tấn công nữa với hai quả ngư lôi trúng đích, nó cuối cùng mới đánh chìm được Sagami Maru (7.189 tấn) tại tọa độ 07°02′B 125°33′Đ / 7,033°B 125,55°Đ. Sau đó chiếc tàu ngầm phải lặn sâu để lẫn tránh sự truy đuổi của ba máy bay tuần tra và hai tàu hộ tống đối phương. Đến ngày 8 tháng 11, tại vị trí khoảng 13,5 nmi (25,0 km) về phía Tây Bắc mũi San Augustin, Mindoro, Một quả ngư lôi trúng đích đã đánh chìm chiếc pháo hạm cải biến Keiko Maru (2.929 tấn) tại tọa độ 06°24′B 125°59′Đ / 6,4°B 125,983°Đ, với tổn thất nhân mạng toàn bộ thủy thủ đoàn.
Chiếc tàu ngầm kết thúc chuyến tuần tra tại Trân Châu Cảng vào ngày 1 tháng 12, nơi Thiếu tá Hải quân Royce L. Gross tiếp nhận quyền hạm trưởng từ Trung tá Warder. Con tàu tiếp tục quay về vùng bờ Tây để được đại tu tại Xưởng hải quân Mare Island từ ngày 10 tháng 12, công việc kéo dài cho đến ngày 24 tháng 2, 1943.

### 1943

#### Chuyến tuần tra thứ tám
Seawolf quay trở lại Trân Châu Cảng vào ngày 13 tháng 3, rồi khởi hành từ đây vào ngày 3 tháng 4 cho chuyến tuần tra thứ tám để hoạt động tại khu vực quần đảo Bonin. Vào ngày 15 tháng 4, ở vị trí 275 nmi (509 km) về phía Tây Nam đảo Marcus, nó phóng ngư lôi đánh chìm tàu vận tải Kaihei Maru 4.575 GRT tại tọa độ 21°15′B 152°00′Đ / 21,25°B 152°Đ. Đến ngày 19 tháng 4, nó đánh chìm tàu kho chứa Banshu Maru số 5 389 GRT ngoài khơi quần đảo Bonin tại tọa độ 26°15′B 139°35′Đ / 26,25°B 139,583°Đ; rồi sang ngày 23 tháng 4, nó lại đánh chìm Tàu tuần tra số 39 (820 tấn), nguyên là một tàu khu trục cũ, ở vị trí về phía Tây Đài Loan, tại tọa độ 23°45′B 122°45′Đ / 23,75°B 122,75°Đ. Tiêu phí hết số ngư lôi mang theo, chiếc tàu ngầm kết thúc chuyến tuần tra tại Midway vào ngày 3 tháng 5.

#### Chuyến tuần tra thứ chín
Xuất phát từ Midway vào ngày 17 tháng 5 cho chuyến tuần tra thứ chín, Seawolf hướng sang khu vực biển Hoa Đông để tuần tra dọc tuyến đường hàng hải giữa Đài Loan và Nagasaki. Vào ngày 6 tháng 6, nó theo dõi một đoàn tàu 11 chiếc, rồi phóng một loạt ngư lôi tấn công chiếc tàu buôn lớn nhất nhưng không thành công khi quả ngư lôi trúng đích đã không kích nổ. Đến ngày 20 tháng 6, nó thành công hơn khi phóng ngư lôi trúng đích tàu chở hàng Shojin Maru 4.739 GRT, đang vận chuyển binh lính trong eo biển Đài Loan, khiến mục tiêu đám chỉ trong vòng chín phút tại tọa độ 24°39′B 118°58′Đ / 24,65°B 118,967°Đ. Seawolf ghé đến Midway vào ngày 8 tháng 7, trước khi kết thúc chuyến tuần tra tại Trân Châu Cảng vào ngày 12 tháng 7.

#### Chuyến tuần tra thứ mười
Trong chuyến tuần tra thứ mười diễn ra từ ngày 14 tháng 8 đến ngày 15 tháng 9, Seawolf tiếp tục hoạt động tại vùng biển Hoa Đông. Vào ngày 31 tháng 8, nó tấn công và gây hư hại cho tàu phóng lôi Sagi đồng thời đánh chìm tàu vận tải Shoto Maru 5.253 GRT và tàu chở hàng Kokko Maru 5.486 GRT trong biển Hoa Đông cùng tại tọa độ 28°30′B 123°05′Đ / 28,5°B 123,083°Đ. Sang ngày hôm sau 1 tháng 9, nó tiếp tục phóng ngư lôi đánh trúng và gây hư hại cho tàu vận tải Fusei Maru 2.256 GRT ở vị trí khoảng 105 nmi (194 km) về phía Tây Nam Fukue, tại tọa độ 31°28′B 127°24′Đ / 31,467°B 127,4°Đ. Tiêu phí hết số ngư lôi mang theo, nó tiếp tục truy đuổi Fusei Maru trong suốt ba ngày đêm trước khi đánh chìm mục tiêu bằng hải pháo.

#### Chuyến tuần tra thứ mười một
Seawolf thực hiện chuyến tuần tra thứ mười một trong khu vực biển Đông từ ngày 5 tháng 10 đến ngày 27 tháng 12. Vào ngày 29 tháng 10, nó đã phóng ngư lôi đánh chìm tàu buôn Wuhu Maru 3.222 GRT ở vị trí ngoài khơi Sán Đầu, Trung Quốc, tại tọa độ 22°28′B 116°10′Đ / 22,467°B 116,167°Đ. Đến ngày 4 tháng 12 nó tiếp tục đánh chìm tàu buôn Kaifuku Maru 3.177 GRT ở vị trí khoảng 90 nmi (170 km) về phía Tây Nam Hong Kong tại tọa độ 21°22′B 113°20′Đ / 21,367°B 113,333°Đ. Sang ngày 9 tháng 12, nó phóng ngư lôi tấn công tàu vận tải Hokuriku Maru 8.359 GRT trong eo biển Luzon, tại tọa độ 20°38′B 118°33′Đ / 20,633°B 118,55°Đ, nhưng chỉ gây hư hại cho mục tiêu, rồi kết thúc chuyến tuần tra tại Trân Châu Cảng.

### 1944

#### Chuyến tuần tra thứ mười hai
Sau khi được tái trang bị tại Trân Châu Cảng, Seawolf lại khởi hành từ căn cứ này vào ngày 22 tháng 12, 1943 cho chuyến tuần tra thứ mười hai, và hoạt động tại khu vực biển Hoa Đông. Trên đường đi vào ngày 10 tháng 1, 1944, ở vị trí về phía Tây Okinawa, nó phóng ngư lôi tấn công một đoàn tàu vận tải, và đã đánh chìm tàu vận tải Asuka Maru 7.523 GRT tại tọa độ 27°30′B 127°45′Đ / 27,5°B 127,75°Đ, và tàu buôn Getsuyo Maru 6.440 GRT tại tọa độ 27°10′B 127°28′Đ / 27,167°B 127,467°Đ. Sang ngày hôm sau 11 tháng 1, nó tiếp tục đánh chìm tàu vận tải Yahiko Maru 5.747 GRT cùng thuộc đoàn tàu này ở vị trí khoảng 50 nmi (93 km) về phía Bắc Naha, Okinawa, tại tọa độ 27°10′B 127°28′Đ / 27,167°B 127,467°Đ. Vào ngày 14 tháng 1, nó lại đánh chìm tàu chở dầu Yamazuru Maru 3.651 GRT ở vị trí khoảng 300 nmi (560 km) về phía Đông Bắc Okinawa, tại tọa độ 25°00′B 132°00′Đ / 25°B 132°Đ.
Đến ngày 16 tháng 1, chiếc tàu ngầm lại tấn công bằng hải pháo và gây hư hại cho tàu vận tải Tarushima Maru 4.865 GRT trong biển Philippine, tại tọa độ 23°00′B 135°00′Đ / 23°B 135°Đ; mục tiêu này sau đó bị tàu ngầm Whale (SS-239) phóng ngư lôi kết liễu tại tọa độ 22°50′B 135°40′Đ / 22,833°B 135,667°Đ vào ngày hôm sau. Seawolf kết thúc chuyến tuần tra tại Trân Châu Cảng vào ngày 27 tháng 1, và được lệnh tiếp tục quay về vùng bờ Tây để được đại tu tại Xưởng hải quân Hunters Point ở San Francisco.

#### Chuyến tuần tra thứ mười ba
Seawolf lên đường vào ngày 16 tháng 5 để quay trở lại quần đảo Hawaii, và dưới quyền chỉ huy của hạm trưởng mới, Thiếu tá Hải quân Richard Barr Lynch, chiếc tàu ngầm xuất phát vào ngày 4 tháng 6 cho chuyến tuần tra thứ mười ba. Sau khi hoàn tất việc trinh sát hình ảnh đảo Peleliu thuộc quần đảo Palau nhằm chuẩn bị cho cuộc đổ bộ sắp diễn ra, trong bối cảnh bị máy bay tuần tra đối phương liên tục quấy phá, nó quay trở về Trân Châu Cảng vào ngày 7 tháng 7.

#### Chuyến tuần tra thứ mười bốn
Seawolf đi đến Majuro để sửa chữa trước khi chuyển hướng đến Darwin, Australia. Từ đây chiếc tàu ngầm bắt đầu chuyến tuần tra thứ mười bốn cho một nhiệm vụ đặc biệt đi đến Tawi-Tawi thuộc quần đảo Sulu, Philippines. Tại đây nó cho đổ bộ nhân sự và thiết bị hỗ trợ cho hoạt động chiến tranh du kích, đồng thời đón lên tàu một trinh sát viên duyên hải, Đại úy Frank Young, để đưa đến Brisbane. Chiếc tàu ngầm sau đó còn cho đổ bộ nhân sự và thiết bị lên phía Bắc đảo Palawan.

#### Chuyến tuần tra thứ mười lăm
Seawolf rời Brisbane vào ngày 21 tháng 9 cho chuyến tuần tra thứ mười lăm, cũng là chuyến cuối cùng, dưới quyền chỉ huy của hạm trưởng mới, Trung tá Hải quân Albert Marion Bontier. Nó ghé đến căn cứ tại đảo Manus vào ngày 29 tháng 9 để tiếp thêm nhiên liệu trước khi thực hiện một nhiệm vụ đặc biệt khác: vận chuyển nhân sự Lục quân và thiết bị đến bờ biển phía Đông đảo Samar, Phlippines. Lúc 07 giờ 56 phút ngày 3 tháng 10, tại khu vực Morotai, nó cùng với tàu ngầm Narwhal (SS-167) đã trao đổi tín hiệu nhận dạng qua radar. Không lâu sau đó một đội đặc nhiệm thuộc Đệ Thất hạm đội bị tàu ngầm Nhật Bản Ro-41 tấn công, khiến tàu hộ tống khu trục Shelton (DE-407) bị đánh chìm, nên tàu hộ tống khu trục Richard M. Rowell (DE-403) bắt đầu cuộc truy lùng tàu ngầm đối phương.
Vì có bốn tàu ngầm bạn đang hiện diện gần địa điểm truy lùng, chúng được lệnh báo cáo tọa độ hiện diện, nhưng chỉ có ba tàu ngầm hồi đáp ngoại trừ Seawolf. Mệnh lệnh này được lặp lại một lần nữa vào ngày 4 tháng 10, nhưng Seawolf vẫn không trả lời. Một máy bay tuần tra từ tàu sân bay hộ tống Midway (CVE-63) phát hiện một tàu ngầm đang di chuyển dưới nước, nên đã ném hai quả bom tấn công, cho dù đây là khu vực an toàn của tàu ngầm Hoa Kỳ. Địa điểm này được máy bay đánh dấu bằng phẩm màu để Richard M. Rowell tiếp tục việc tìm kiếm. Hạm trưởng chiếc tàu hộ tống biết rằng nó đang hoạt động trong vùng an toàn cho tàu ngầm, nhưng do không có tin tức Seawolf bị chậm trễ so với lịch trình, nên quyết định tấn công vì tin rằng không có tàu ngầm Hoa Kỳ nào hiện diện trong khu vực. Richard M. Rowell dò được tín hiệu một mục tiêu qua sonar, vốn đã gửi một chuỗi ký tự được cho là không phù hợp với mã nhận dạng được quy ước. Richard M. Rowell nhận định đây là nỗ lực của đối phương nhằm gây nhiễu sonar,  nên đã tấn công mục tiêu này bằng súng cối chống tàu ngầm Hedgehog. Sau đợt tấn công thứ hai, phát sinh các vụ nổ dưới nước và mảnh vỡ trồi lên mặt biển.
Seawolf được cho là bị mất vào ngày 28 tháng 12, 1944, với tổn thất toàn bộ 83 thành viên thủy thủ đoàn cùng 17 nhân sự Lục quân. Tên nó được cho rút khỏi danh sách Đăng bạ Hải quân vào ngày 20 tháng 1, 1945.
Tài liệu thu được từ phía Nhật Bản sau chiến tranh không ghi nhận hoạt động chống ngầm nào có thể giải thích việc Seawolf bị mất. Có thể chiếc tàu ngầm gặp trục trặc khi vận hành hoặc do một hoạt động của đối phương không được ghi chép lại, nhưng nhiều khả năng nó bị mất do sự cố bắn nhầm. Seawolf là tàu ngầm Hoa Kỳ thứ 34 bị mất tại mặt trận Thái Bình Dương, và là chiếc thứ hai bị mất do bắn nhầm sau chiếc Dorado (SS-248) bị mất tại khu vực biển Caribe.

## Phần thưởng
Seawolf được tặng thưởng mười ba Ngôi sao Chiến trận do thành tích phục vụ trong Thế Chiến II. Nó được ghi công đã đánh chìm 18 tàu Nhật Bản với tổng tải trọng 71.609 tấn, xếp hạng bảy về số lượng tàu và hạng 14 về tải trọng trong số tàu ngầm Hoa Kỳ có thành tích nổi bật nhất trong chiến tranh.
|  |                                                                     |  |
|  | Silver star · Silver star · Bronze star · Bronze star · Bronze star |  |

| Dãi băng Hoạt động Tác chiến  |                                                                          |                                      |
| Huân chương Chiến dịch Hoa Kỳ | Huân chương Chiến dịch Châu Á-Thái Bình Dương với 13 Ngôi sao Chiến trận | Huân chương Chiến thắng Thế Chiến II |